# Jüdischer Friedhof (Jestädt)

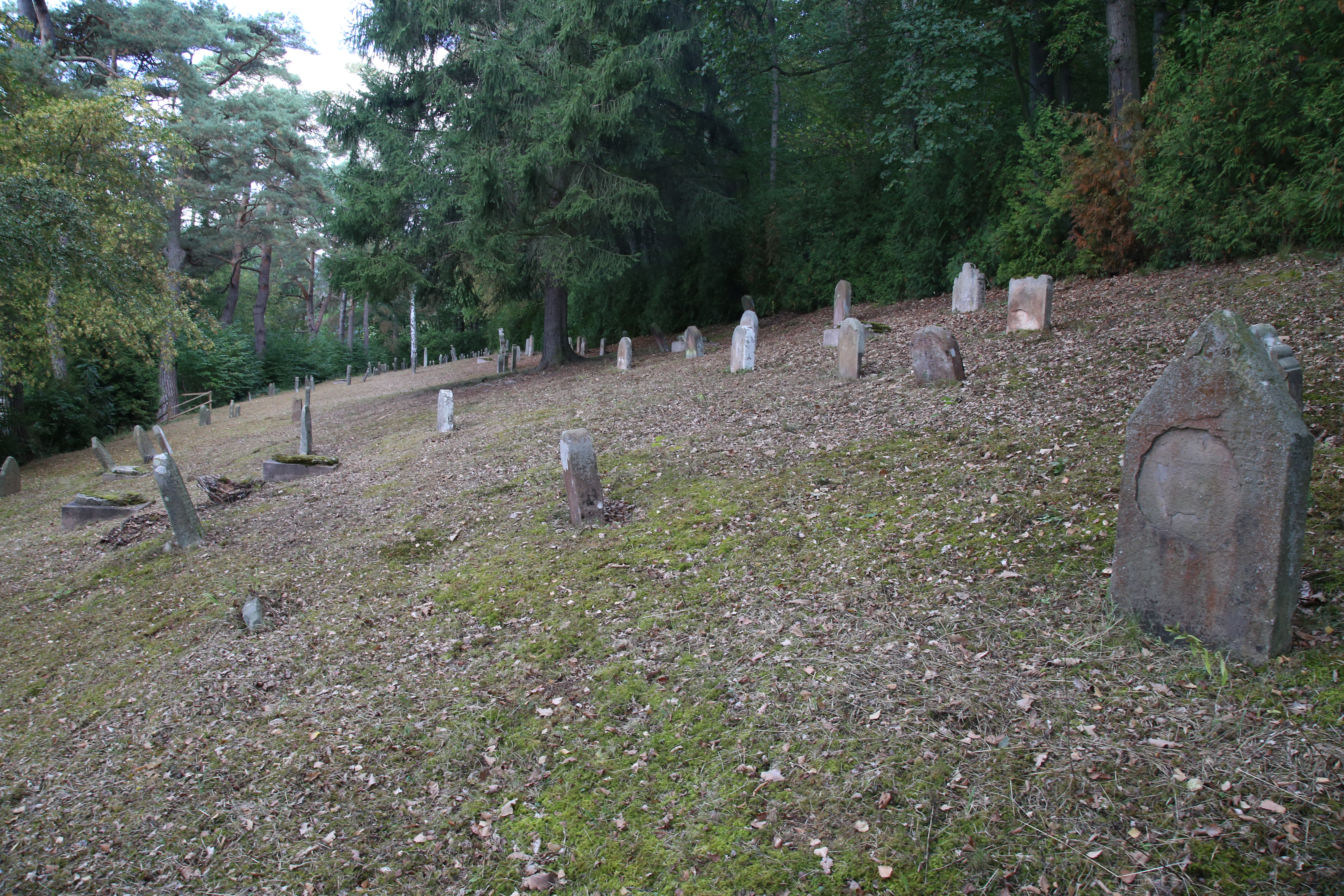
Jüdischer Friedhof Jestädt, 2016

Der Jüdische Friedhof Jestädt ist ein jüdischer Friedhof in Jestädt, einem Ortsteil der Gemeinde Meinhard im Werra-Meißner-Kreis in Hessen. Er ist ein geschütztes Kulturdenkmal.

## Beschreibung
Der Friedhof befindet sich nördlich von Jestädt in der Nähe und östlich der Motzenroder Straße, etwa 500 Meter vom Ortsausgang entfernt. Er zieht sich parallel zum Talverlauf bzw. der Waldgrenze entlang. Es sind 170 Grabsteine vorhanden. 

## Geschichte
Der  Friedhof wurde mindestens von 1642 bis 1855 belegt. Ein „Historischer Plan von 1780“ zeigt zwei rechtwinklig zueinander liegende Teile des Friedhofes. Der eine Teil wird mit "Alter Juden-Todtenhoff", der andere mit "Juden Todten Hoff" bezeichnet. Vom alten Teil sind keine Spuren erhalten.